# Adrian Petre
Adrian Tabarcea Petre, né le 11 février 1998 à Arad, est un footballeur roumain. Il évolue au poste d'attaquant.

## Biographie

### Carrière en club
Il inscrit 24 buts en deuxième division roumaine lors de la saison 2016-2017 avec le club de l'UTA Arad.
Par la suite, avec le club d'Esbjerg, il marque 13 buts en deuxième division danoise lors de la saison 2017-2018, puis huit buts en première division la saison suivante.

### Carrière en sélection
Avec les moins de 17 ans, il inscrit un but contre l'Angleterre en mars 2015, lors des éliminatoires du championnat d'Europe des moins de 17 ans.
Avec les moins de 19 ans, il inscrit deux buts en octobre 2016 lors des éliminatoires du championnat d'Europe des moins de 19 ans, contre les Pays-Bas, puis Saint-Marin.
Par la suite, avec les espoirs, il inscrit deux buts lors des éliminatoires de l'Euro espoirs 2019, contre la Bosnie-Herzégovine, et le Liechtenstein. Il participe ensuite à la phase finale du championnat d'Europe espoirs organisé en Italie. Il s'illustre lors de cette compétition en inscrivant un but lors du premier match contre la Croatie.

## Palmarès
- Vainqueur de la Coupe de Roumanie en 2020 avec FCSB
- Vice-champion du Danemark de D2 en 2018 avec l'Esbjerg fB